# Derek Whyte
Derek Whyte (Glasgow, 31 agosto 1968) è un allenatore di calcio ed ex calciatore scozzese, di ruolo difensore.

## Palmarès
- Campionato scozzese: 2

Celtic: 1985-1986, 1987-1988
- Coppa di Scozia: 2

Celtic: 1987-1988, 1988-1989